# Yukarıçalıca, Hendek
Yukarıçalıca là một xã thuộc quận Hendek, tỉnh Sakarya, Thổ Nhĩ Kỳ. Dân số thời điểm năm 2008 là 625 người.